# Antonio Gunter II de Schwarzburgo-Sondershausen-Arnstadt
El conde Antonio Gunter II de Schwarzburgo-Sondershausen-Arnstadt (Sondershausen, 10 de octubre de 1653-Arnstadt, 20 de julio de 1716) fue un conde de Schwarzburgo y Hohenstein y señor de Sondershausen, Arnstadt y Leutenberg desde 1666 hasta su muerte. En 1697, fue elevado a príncipe de Schwarzburgo.

## Biografía
Antonio Gunter II era un hijo del conde Antonio Gunter I y su esposa, la condesa palatina María Magdalena de Birkenfeld. En 1666 sucedió a su padre, conjuntamente con su hermano mayor Cristián Guillermo I. En 1681, los hermanos se dividieron la herencia, en que Antonio Gunter II recibió los distritos de Ebeleben, Schernberg, Keula, y Arnstadt, fundando así una línea cadeta de breve existencia. En 1697, los hermanos fueron elevados a príncipes imperiales. Sin embargo, a partir de 1709, Antonio Gunter II se abstuvo de utilizar este título.
Antonio Gunter II renovó ampliamente su residencia en Arnstadt. Fue un importante mecenas musical y un ávido coleccionista de antigüedades y objetos de arte. Durante su gobierno, Arnstadt se convirtió en un importante centro cultural. En 1702, invitó a Johann Sebastian Bach, quien tenía 17 años de edad en ese tiempo, a ser organista de corte en Arnstadt.
En 1684, contrajo matrimonio con Augusta Dorotea (1666-1751), la hija del duque Antonio Ulrico de Brunswick-Wolfenbüttel. Su matrimonio no tuvo hijos y tras su muerte, Arnstadt retornó a su hermano Cristián Guillermo.